# Chilli AB
Chilli AB var ett svenskt butiks- och e-handelsföretag med huvudkontor och lager i Göteborg. Numera bedriver Bygghemma verksamhet i Sverige under varumärket Chilli och har förutom näthandel även sju stycken fysiska butiker.

## Historia
Chilli var en familjeägd butikskedja med inriktning på möbler, trädgårdsgrupper och inredningsdetaljer. Chilli grundades 2002 och hade tidigare 22 butiker runt om i Sverige. År 2011 öppnade Chilli en webbshop för att erbjuda möjligheten att handla online.
Företaget bytte till namnet Chilli år 2011, från tidigare Moells Glas & Porslin Aktiebolag. År 2008 flyttade företaget huvudkontoret  till dess nuvarande lokaler i Göteborg. Där fanns även deras hämtlager.
Den 15 juni 2015 försattes bolaget i konkurs av Göteborgs Tingsrätt. Konkursen avslutades den 9 mars 2017.
Kort efter konkursen köpte Bygghemma varumärket Chilli, sex butiker och e-handelsverksamheten.